# Chiquinquirá
Chiquinquirá là một khu tự quản thuộc tỉnh Boyacá, Colombia. Thủ phủ của khu tự quản Chiquinquirá đóng tại Chiquinquirá Khu tự quản Chiquinquirá có diện tích 149 ki lô mét vuông. Đến thời điểm ngày 28 tháng 5 năm 2005, khu tự quản Chiquinquirá có dân số 41437 người.